# Rapún
Rapún ist ein spanischer Ort in der Provinz Huesca der Autonomen Gemeinschaft Aragonien. Rapún, im Pyrenäenvorland liegend, gehört zur Gemeinde Sabiñánigo. Der Ort hatte im Jahr 2015 zehn Einwohner.

## Geographie
Der Ort liegt etwa vier Straßenkilometer südlich von Sabiñánigo, er ist über die N330 zu erreichen. 

## Sehenswürdigkeiten
- Romanische Kirche San Félix aus dem 12. Jahrhundert[1]